# Legia-Felt
Legia-Felt ist ein polnisches Radsportteam des Sportvereins CWKS Legia Warschau.
Die Mannschaft wurde im Jahr 2000 gegründet. Von 2005 bis 2011 war sie als Continental Team bei der Union Cycliste Internationale registriert und nahm damit an den UCI Continental Circuits teil. Bedingt durch Co-Sponsoren lief die Mannschaft auch zwischenzeitlich unter dem Namen Legia-Bazyliszek oder Legia-TV4. Manager war Jozef Marcin Wasiolek, der von den Sportlichen Leitern Adam Glazowski und Wieslaw Welniak unterstützt wurde.

## Saison 2011

### Zugänge – Abgänge
| Zugänge                        | Team 2010 | Abgänge                       | Team 2011 |
| ------------------------------ | --------- | ----------------------------- | --------- |
| Karol Michalski                | Neoprofi  | Mateusz Jankowski             | Unbekannt |
| Łukasz Piwowski                | Neoprofi  | Marcin Niedziółka             | Unbekannt |
| Pawet Tomkiewicz               | Neoprofi  | Adam Dudziak (bis 31.07.)     | Unbekannt |
| Sjarhej Safonou (ab 01.04.)    | Neoprofi  | Karol Michalski (bis 31.07.)  | Unbekannt |
| Jakub Skrzeszewski (ab 01.08.) | Neoprofi  | Jakub Tomkiewicz (bis 31.07.) | Unbekannt |
| Dariusz Woźniak (ab 01.08.)    | Neoprofi  | Pawet Tomkiewicz (bis 31.07.) | Unbekannt |

### Mannschaft
| Name                | Geburtstag         | Nationalität | Team 2012                    |
| ------------------- | ------------------ | ------------ | ---------------------------- |
| Piotr Antkowiak     | 28. November 1989  | Polen        |                              |
| Marek Cichosz       | 9. Juni 1979       | Polen        |                              |
| Wojciech Kaczmarski | 3. Mai 1986        | Polen        |                              |
| Jakub Komar         | 18. Juli 1985      | Polen        |                              |
| Łukasz Modzelewski  | 18. Juni 1986      | Polen        |                              |
| Łukasz Piwowski     | 3. Februar 1992    | Polen        |                              |
| Sjarhej Safonou     | 3. Juli 1990       | Belarus      | Wibatech-LMGK Ziemia Brzeska |
| Jakub Skrzeszewski  | 3. Januar 1992     | Polen        |                              |
| Dariusz Woźniak     | 12. September 1974 | Polen        |                              |
| Mariusz Woznicki    | 21. Juni 1990      | Polen        |                              |

### Platzierungen in UCI-Ranglisten
UCI Europe Tour 2011
|      | Fahrer             | Punkte |
| ---- | ------------------ | ------ |
| 616. | Marek Cichosz      | 20     |
| 878. | Łukasz Modzelewski | 8      |

## Saison 2010

### Zugänge – Abgänge
| Zugänge             | Team 2009                   | Abgänge               | Team 2010            |
| ------------------- | --------------------------- | --------------------- | -------------------- |
| Wojciech Kaczmarski | Team Utensilnord            | Sylwester Janiszewski | CCC Polsat Polkowice |
| Jakub Komar         | Passage Cycling Team (2008) | Tomasz Repinski       | CCC Polsat Polkowice |
| Piotr Antkowiak     | Neoprofi                    | Adam Sznitko          | CCC Polsat Polkowice |
| Adam Dudziak        | Neoprofi                    | Marcin Urbanowski     | DHL-Author           |
| Mateusz Jankowski   | Neoprofi                    | Piotr Krajewski       | Mróz Active Jet      |
| Marcin Niedziółka   | Neoprofi                    | Paweł Charucki        | TKK Pacific Toruń    |
| Jakub Tomkiewicz    | Neoprofi                    | Tomasz Krupinski      | Unbekannt            |
|                     |                             | Dawid Pasko           | Unbekannt            |
|                     |                             | Radosław Syrojc       | Unbekannt            |

### Mannschaft
| Name                | Geburtstag        | Nationalität |
| ------------------- | ----------------- | ------------ |
| Piotr Antkowiak     | 28. November 1989 | Polen        |
| Marek Cichosz       | 9. Juni 1979      | Polen        |
| Adam Dudziak        | 16. Juli 1991     | Polen        |
| Mateusz Jankowski   | 11. Februar 1991  | Polen        |
| Wojciech Kaczmarski | 3. Mai 1986       | Polen        |
| Jakub Komar         | 18. Juli 1985     | Polen        |
| Łukasz Modzelewski  | 18. Juni 1986     | Polen        |
| Marcin Niedziółka   | 9. Januar 1988    | Polen        |
| Jakub Tomkiewicz    | 1. Januar 1990    | Polen        |
| Mariusz Woznicki    | 21. Juni 1990     | Polen        |

## Platzierungen in UCI-Ranglisten
UCI Europe Tour
| Saison | Mannschaftswertung | Fahrerwertung             |
| ------ | ------------------ | ------------------------- |
| 2009   | 95.                | Łukasz Modzelewski (648.) |
| 2010   | 90.                | Łukasz Modzelewski (546.) |
| 2011   | 100.               | Marek Cichosz (616.)      |